# Henschel Hs 123
Henschel Hs 123 – niemiecki samolot szturmowy  i bombowiec nurkujący z okresu II wojny światowej.

## Historia

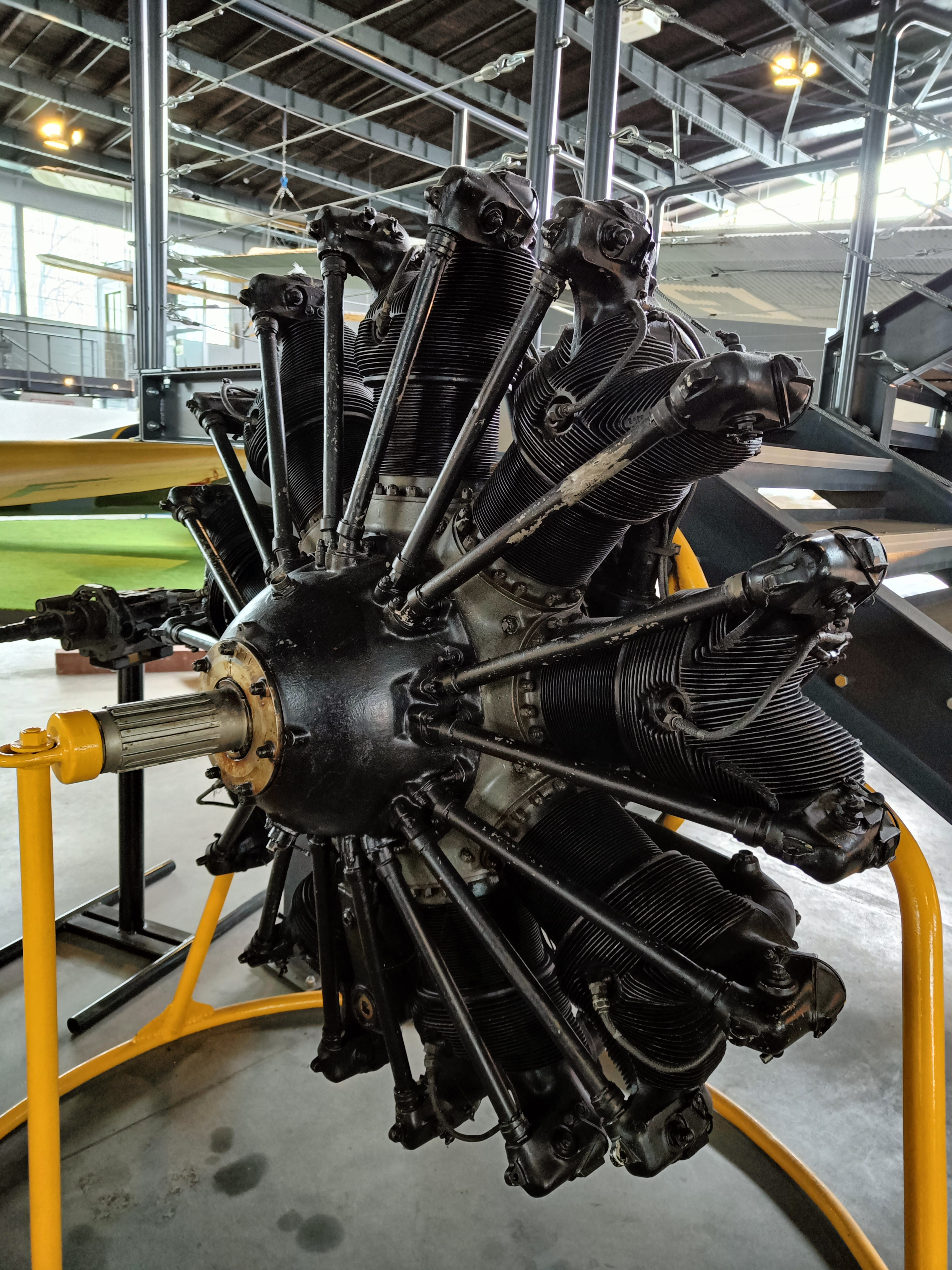
Silnik BMW 132 eksponowany w MLP w Krakowie

Na początku lat trzydziestych dowództwo Luftwaffe zaczęło interesować się samolotami zdolnymi do bombardowania z lotu nurkowego. W związku z tym zwróciło się do niemieckich wytwórni o zaprojektowanie takiego samolotu. Na to zapotrzebowanie odpowiedziały wytwórnie Gerhard Fieseler GmbH z Kassel, która przedstawiła projekt samolotu Fieseler Fi 98, oraz Henschel Flugzeugwerke A.G. z Schönefeld k. Berlina, która przedstawiła projekt samolotu Henschel Hs 123. Dowództwo Luftwaffe wybrało projekt samolotu Henschel Hs 123.
Bombowiec nurkujący Henschel Hs 123 został zaprojektowany przez głównego konstruktora wytwórni inż. Friedricha Nicolausa. Był to półtorapłat o konstrukcji metalowej, z odkrytą kabiną pilota, ze stałym podwoziem, uzbrojonym w karabiny maszynowe i bomby.
Pierwszy prototyp oznaczony Hs 123V-1 z silnikiem gwiazdowym BMW 132A-3 o mocy 650 KM (479 kW) oblatał pomyślnie w dniu 8 maja 1935 roku pil. Ernst Udet. Dwa następne prototypy Hs 123V-2 i Hs 123V-3, które były uzbrojone w 2 karabiny maszynowe, poddano próbom w Ośrodku Doświadczalnym w Rechlinie, podczas tych prób uległy one rozbiciu. Przyczyną wypadków była zbyt słaba konstrukcja płatowca, doszło do odkształcenia centropłata i oderwania skrzydeł. Po wzmocnieniu płatowca czwarty prototyp Hs 123V-4 spisywał się już znakomicie, wykonując loty nurkowe prawie pionowo.
Prototyp Hs 123V-4 stał się samolotem wzorcowym do rozpoczętej w 1936 roku produkcji seryjnej samolotu oznaczonego jako Henschel Hs 123A.
Produkcję seryjną samolotu Hs 123A zakończono w październiku 1938 roku, w tym czasie zbudowano 255 samolotów tego typu.

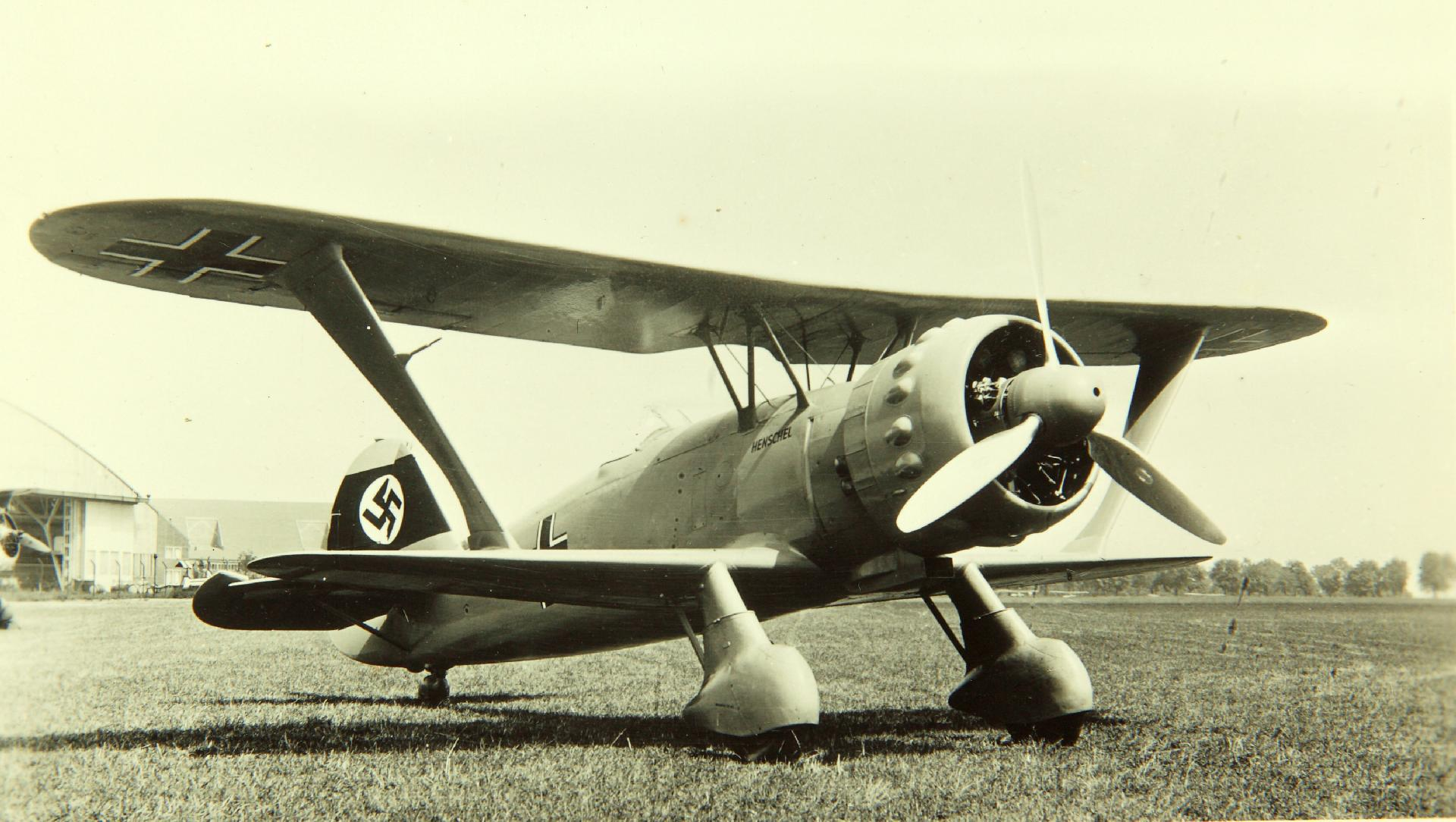
Henschel Hs 123, ok. 1937-1938

## Użycie w lotnictwie

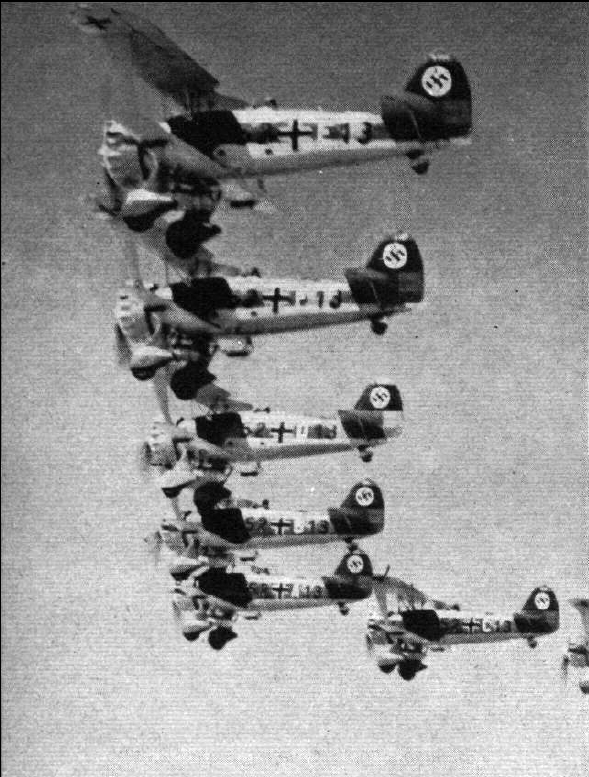
Eskadra Hs 123A w locie

Samoloty Henschel Hs 123A jesienią 1936 roku zaczęto wprowadzać do dywizjonów bombowców nurkujących Luftwaffe.
Ówczesny dowódca Legionu Condor, biorącego udział w wojnie domowej w Hiszpanii, płk pil. Wolfram von Richthofen, słysząc pozytywne opinie o tym samolocie zwrócił się do dowództwa Luftwaffe o przysłanie kilku samolotów w celu ich sprawdzenia w warunkach pola walki. Propozycja ta została przyjęta i w grudniu 1936 roku Legion Condor otrzymał 5 samolotów Henschel Hs 123A. Dowódca Legionu Condor jednak zamiast do bombardowań z lotu nurkowego zaczął ich używać do wsparcia wojsk naziemnych jako samolotów szturmowych. Samolot w akcjach szturmowych potwierdził swoje walory bojowe, imponując skutecznością w zwalczaniu celów. W związku z osiągnięciami tych samolotów w czasie walk, lotnictwo frankistowskie zamówiło takie samoloty, otrzymało ono w 1938 roku 11 samolotów tego typu.
Dowództwo Luftwaffe po doświadczeniach z walk z Hiszpanii zaczęło używać samolotów Henschel Hs 123A przede wszystkim jako samolotów szturmowych. W sierpniu 1938 w samoloty tego typu uzbrojono dwa nowo formowane dywizjony szturmowe.
W trakcie kampanii wrześniowej we wrześniu 1939 roku użyto 40 samolotów Henschel Hs 123A, wchodzących w skład 4 Floty Powietrznej. W czasie tych walk zniszczeniu uległy 3 samoloty tego typu, a kilka zostało uszkodzonych. Samoloty te stosowane były także w 1940 roku w trakcie walk na terenie Belgii i we Francji. Na froncie wschodnim przetrwały one do połowy 1944, kiedy to uległy w walkach całkowitemu zniszczeniu.
12 maszyn zostało zakupionych przez rząd Republiki Chińskiej i było używanych w trakcie wojny chińsko-japońskiej.

## Konstrukcja
Samolot Henschel Hs 123A był jednomiejscowym samolotem szturmowym, dwupłatem o konstrukcji całkowicie metalowej. Podwozie klasyczne – stałe. Napęd – 1 silnik gwiazdowy 9-cylindrowy BMW 132Dc o mocy 880 KM (656 kW). Śmigło trójłopatowe, metalowe.
Silnik samolotu w lotach na małej wysokości przy prędkości obrotowej 1800 obr./min wydawał odgłos podobny do strzałów z karabinu maszynowego, co dodatkowo podnosiło jego walory jako samolotu szturmowego.